# Вијекес (Вијекес, Порторико)
Вијекес (шп. Vieques, Vieques) село је у општини Вијекес у америчкој острвској територији Порторико, острвској држави Кариба.

## Демографија
По попису из 2010. године број становника је 1.938, што је 198 (-9,3%) становника мање него 2000. године.
| Група             | 2000.         | 2010.         |
| Белци             | 42 (2,0%)     | 81 (4,2%)     |
| Афроамериканци    | 331 (15,5%)   | 504 (26,0%)   |
| Азијати           | 14 (0,7%)     | 1 (0,1%)      |
| Хиспаноамериканци | 2.076 (97,2%) | 1.838 (94,8%) |
| Укупно            | 2.136         | 1.938         |